# Tropicos
Tropicos este o bază de date botanică online conținând informații taxonomice despre plante, în principal din tărâmul neotropical (America de Sud) și Centrală). Este întreținută de Grădina Botanică Missouri și a fost înființată în urmă cu peste 25 de ani. Baza de date conține imagini, date bibiografice și taxonomice privind mai mult de 4,2 milioane de specimene de ierbar. În plus, conține date despre peste 49.000 de publicații științifice. Baza de date poate fi interogată în engleză, franceză și spaniolă. Cele mai vechi înregistrări din baza de date datează din 1703.